# Stachelratten
Die Stachelratten (Echimyidae) sind eine Familie der Nagetiere aus der Unterordnung der Stachelschweinverwandten (Hystricomorpha). Die Familie umfasst über 25 Gattungen mit etwa 100 Arten, darunter mehrere auf den karibischen Inseln ehemals vorkommende Arten, die inzwischen ausgestorben sind. Die Biberratte oder Nutria wurde ursprünglich in einer eigenen Familie, Myocastoridae, geführt, zählt aber auch zu dieser Gruppe.

## Verbreitung
Stachelratten sind in Mittel- und Südamerika beheimatet. Ihr Verbreitungsgebiet reicht von Mexiko bis Argentinien und Chile.

## Beschreibung
Stachelratten sind im Vergleich mit anderen Stachelschweinverwandten Amerikas eher kleine Tiere. Die meisten Arten erreichen eine Kopfrumpflänge von 8 bis 45 Zentimetern und ein Gewicht von 130 bis 800 Gramm. Sie ähneln äußerlich den Ratten, mit denen sie aber nicht näher verwandt sind. Namensgebendes Merkmal sind die bei vielen Arten vorkommenden Stacheln oder borstigen Haare am Rücken und an der Seite, die jedoch in der Stärke und Beschaffenheit variieren oder ganz fehlen können. Ihr Kopf ist durch die meist spitze Schnauze, die eher großen Augen und die runden, oft kleinen Ohren charakterisiert. Die Zahnformel lautet 1-0-1-3, insgesamt haben sie also 20 Zähne.
Die Fellfärbung variiert von rotbraun über grau bis schwarz, bei einigen Arten sind am Kopf oder Körper weiße Streifen vorhanden. Sie haben vier Zehen an der Vorderfüßen und fünf an den Hinterfüßen, die je nach Lebensweise unterschiedlich geformt sein können. Die Länge des Schwanzes ist je nach Art unterschiedlich, oft bricht er ab, was ihnen bei der Flucht vor Räubern hilft.

## Lebensweise
Die meisten Stachelratten sind Waldbewohner, besetzen dort aber unterschiedliche biologische Nischen. Einige Arten sind reine Baumbewohner, die fast nie auf den Boden kommen, andere leben ausschließlich am Boden. Es gibt auch grabende Arten, die unterirdisch leben und komplizierte Gangsysteme errichten. Die meisten Arten leben einzelgängerisch und sind dämmerungs- oder nachtaktiv. Die Nahrung variiert ebenfalls mit dem Lebensraum. Die Tiere nehmen unterschiedlichste Pflanzen und Pflanzenteile wie Gräser, Bambus, Wurzeln, Früchte oder Nüsse zu sich.

## Systematik
Die rund 100 Arten der Stachelratten werden in die folgenden Unterfamilien und Gattungen eingeteilt:
- Die Carterodontinae umfassen nur eine Art und Gattung, die der nächste Verwandte der karibischen Baumratten (Capromyinae) ist.
  - Carterodon
- Baumratten (Capromyinae)
  - Zwerghutias (Mesocapromys)
  - Langschwanzhutias (Mysateles)
  - Hutiaconga (Capromys)
  - Ferkelratten (Geocapromys)
  - Zagutis (Plagiodontia)
- Die Echimyinae bestehen aus 19 Gattungen.
  - Callistomys
  - Dactylomys
  - Baumstachelratten (Diplomys)
  - Echimys
  - Hoplomys
  - Isothrix
  - Kannabateomys
  - Leiuromys
  - Lonchothrix
  - Makalata
    - Brasilianische Baumstachelratte (Makalata didelphoides)

  - Mesomys
  - Myocastor
  - Olallamys
  - Pattonomys
  - Phyllomys
  - Kurzstachelratten (Proechimys)
    - Cayenne-Ratte (Proechimys guyannensis)
    - Steere-Kurzstachelratte (Proechimys steerei)

  - Santamartamys
  - Thrichomys
  - Toromys
- Euryzygomatomyinae
  - Clyomys
    - Breitkopf-Stachelratte (Clyomys laticeps)

  - Euryzygomatomys
    - Guiara (Euryzygomatomys spinosus)

  - Atlantikstachelratten (Trinomys)
- Die Heteropsomyinae fassen drei in historischer Zeit ausgestorbene Gattungen[2] und mehrere fossile bzw. subfossile Arten der karibischen Inseln.
  - Boromys
  - Brotomys
  - Heteropsomys

## Einzelbelege
1. ↑  Maxime Courcelle, Marie-ka Tilak, Yuri L. R. Leite, Emmanuel J. P. Douzery, Pierre-Henri Fabre: Digging for the spiny rat and hutia phylogeny using a gene capture approach, with the description of a new mammal subfamily. Molecular Phylogenetics and Evolution, März, 2019, doi: 10.1016/j.ympev.2019.03.007
2. ↑  ITIS: Echimyidae abgerufen am 24. August 2013.